# Chimik Krasnoperekopsk
Chimik Krasnoperekopsk (ukr. Футбольний клуб «Хімік» Красноперекопськ, Futbolnyj Kłub „Chimik” Krasnoperekopśk; ros. «Химик» Красноперекопск, krym. Himik) – ukraiński klub piłkarski z siedzibą w Krasnoperekopsku, w Republice Autonomicznej Krymu. Założony w roku 1951.
Występuje w rozgrywkach ukraińskiej Drugiej Lihi.

## Historia
Chronologia nazw:
- od 1951: Chimik Krasnoperekopsk (ukr. «Хімік» Красноперекопськ)

Drużyna piłkarska Chimik Krasnoperekopsk została założona w roku 1951 i reprezentowała zakład chemiczny w Krasnoperekopsku.
Klub występował w rozgrywkach amatorskich oraz Mistrzostw Ukrainy spośród zespołów amatorskich.
W 2005 roku zgłosił się do rozgrywek w Drugiej Lidze i otrzymał status profesjonalny.
Od sezonu 2005/06 występował w rozgrywkach Drugiej Lihi.
Po sezonie 2007/08 klub zajął 4. miejsce, ale zrezygnował z dalszych rozgrywek w Drugiej Lidze. Klub pozbawiono statusu profesjonalnego.

## Sukcesy
- 4. miejsce w Drugiej Lidze (1 x):

2007/08